# Tunnel sous le détroit de Béring
 (septembre 2011).

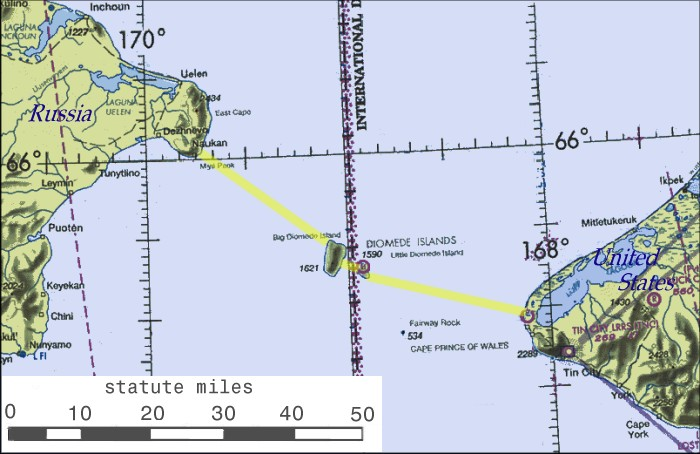

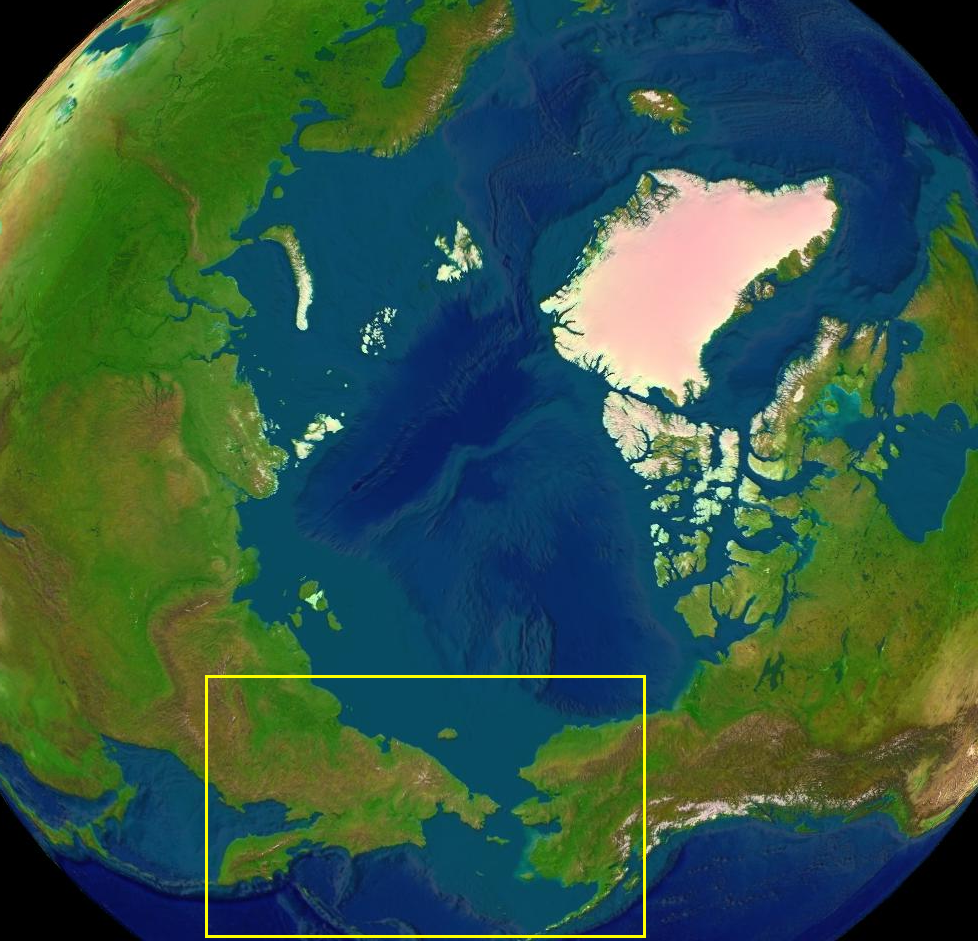
Région du détroit de Béring

Le tunnel sous le détroit de Béring est un projet de tunnel ferroviaire sous le détroit de Béring.

## Historique
En 1860, William Gilpin, premier gouverneur du territoire du Colorado, imagine déjà un projet de relier l'Alaska et la Sibérie dans son livre The Central Gold Region[source secondaire nécessaire].
Jules Verne avance l'hypothèse d'un pont dans son livre de 1890 César Cascabel où une famille traverse en chariot le détroit, profitant des périodes de glace[réf. nécessaire].
En 1905, l'ingénieur français Loïc Lebel proposa au gouvernement de l'Empire russe de construire un tunnel ferroviaire sous le détroit de Béring.[réf. nécessaire]
À partir des années 1960, l'ancien gouverneur de l'Alaska et ancien secrétaire à l'Intérieur des États-Unis, Walter Hickel fut un des plus ardents défenseurs du projet.[réf. nécessaire]
Le projet d'un réseau mondial a été reproposé en 2006 dans le cadre d'un Trans Global Highway par Frank X. Didik.
La Chine a repris le projet dans le cadre de son grand programme d'interconnexion international dit One Belt One Road.

## Faisabilité, difficultés
Bien que techniquement possible, car le trajet se ferait sur une seule plaque tectonique, (la plaque nord-américaine qui couvre non seulement l'Amérique du Nord mais aussi la mer de Béring et l'extrémité orientale de la Sibérie), le projet demande des investissements considérables qui risquent de ne jamais être rentabilisés, car les deux extrémités du tunnel ne sont ni des lieux de production, ni des lieux de consommation, ni des lieux de tourisme importants, que ce soit en Alaska ou en Sibérie. Il faudrait donc relier les extrémités des tunnels au reste du réseau des deux continents.

## Le projet actuel
Le tunnel aurait une longueur de 100 à 110 kilomètres (le double du tunnel sous la Manche) et relierait, approximativement, Ouelen (péninsule Tchouktche en Russie) et Wales (en Alaska aux États-Unis). Il faudrait entre 15 et 20 ans pour le construire. Selon une estimation faite dans les années 1990, la réalisation de ce projet coûterait 65 milliards de dollars (57,7 milliards d'euros), car il faudrait construire un total de 6 000 km de voies ferrées. Il faut en effet construire une liaison pour relier le tunnel côté russe à la ligne du transsibérien plus au sud et, côté américain, au réseau continental. Les régions traversées sont pour l'instant désertes et sans grands sites industriels pouvant justifier un tel investissement. Les partisans du projet avancent que cela permettrait le développement de ces régions et que le tunnel abriterait aussi un oléoduc et une ligne à haute tension.
Selon le CEFP, le retour sur investissement serait de 30 ans à partir du moment où la voie ferrée transcontinentale atteindra le rendement prévu de 70 millions de tonnes par an, ce qui est comparable au trafic marchandises des canaux de Panama et de Suez. En effet selon ses promoteurs, ce tunnel devrait assurer, à terme un fret intercontinental comparable à ceux de canaux comme Panama ou Suez (environ 70 millions de tonnes en 2006) soit 3 % du trafic mondial. Mais cette estimation de trafic est contestée en Russie même. Le directeur général d'UPS Russie, Ivan Chatskikh, a indiqué en 2007 qu'un tel chiffre était une « plaisanterie ».
Bien qu'à première vue un tel objectif puisse sembler irréaliste, il faut cependant remarquer que le plus court chemin entre les États-Unis et la Chine - premier exportateur mondial vers les États-Unis - passe par le détroit de Béring. Les promoteurs du projet citent en exemple les projets de tunnel sous le détroit de Gibraltar et celui du tunnel sous le Bosphore (réalisé depuis) pour rejeter les arguments invoqués contre la faisabilité technique.
Le projet était le sujet central de la conférence « Mégaprojets de l'Est russe » qui s'est tenue à Moscou le 24 avril 2007. Elle était présidée par Walter Hickel, ancien gouverneur de l'Alaska. Les participants ont signé un message aux gouvernements de la Russie, des États-Unis, du Canada, du Japon, de la Chine et de l'Union européenne, les invitant à soutenir la construction d'un tunnel sous le détroit de Béring. Il a également été fait une demande au G8 de financer les 128 millions de dollars nécessaire à l'étude préalable.
Lors de cette conférence, l'ingénieur Vladimir Brejnev, président du conglomérat russe de construction Transtroï, a dit : « Nous avons l'expérience pour mener le projet (…) Même si nous avons perdu beaucoup de spécialistes pendant la Perestroïka, il nous en reste », alors que l'ancien gouverneur alaskan Walter Hickel assure : « Croyez-en mon expérience, l'argent n'est jamais un problème ». L'ambassadeur des États-Unis en Russie, William Joseph Burns, a exprimé son enthousiasme pour ce lien symbolique entre les deux pays et pouvant être économiquement rentable.[réf. nécessaire]
Selon George Koumal, président de l'IBSTRG, Interhemisphéric Bering Strait Tunnel Regional Group, la région de la Sibérie orientale regorge d'hydrocarbures encore inexploités et de métaux rares. La construction de la ligne pourrait faire exploser la valeur des terres traversées.
Seul le gouverneur de la région de Tchoukotka, où déboucherait le tunnel, n'a pas encore pris de position. Il s'agit de Roman Abramovitch, l'oligarque le plus riche du pays (19,2 milliards de dollars selon le magazine Forbes, surtout connu en Occident pour sa fonction de président du club de football de Chelsea en Angleterre).
- Écartement des rails : 1 829 mm (voie large)
- Système d'électrification ferroviaire : 25 kV 50 Hz alternatif (Iakoutsk - Alaska) ; 25 kV 60 Hz alternatif (Alaska - Fort Nelson)
- Rails : 76,9 kg/m

En août 2011, le gouvernement russe a donné son accord au projet, en annonçant un budget de 70 milliards d'euros pour la construction du tunnel. Le projet comprend aussi une extension à l'est du réseau ferroviaire russe, pour relier le tracé actuel du transsibérien à Iakoutsk. Cette extension longue de plus de 800 kilomètres, coûtera au gouvernement russe plus d'un milliard d'euros et sa construction devrait s'achever en 2013. Cela constituerait la première phase du projet russe, qui se poursuivrait en 2030 jusqu'à Ouelen, à la pointe Nord-Est de la Sibérie, point de départ du tunnel.
Le tunnel pourrait quant à lui ouvrir en 2045.

## Sources
(septembre 2011).
- Le Figaro du 5 mai 2007.